# Oxira distinctissima
Oxira distinctissima là một loài bướm đêm trong họ Noctuidae.